# Hercules-superhoparna

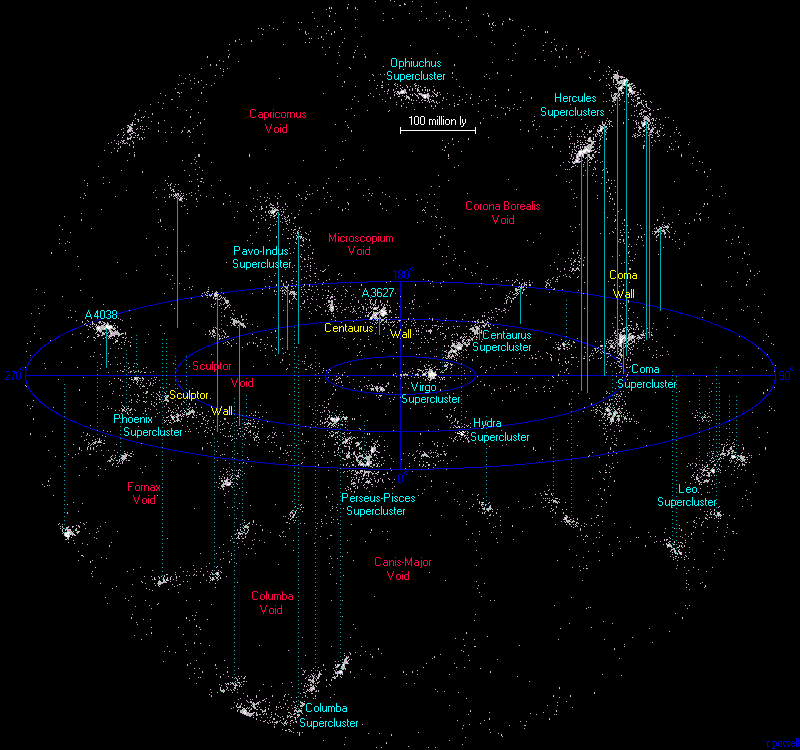
Hercules-superhoparna längst upp till höger

Hercules-superhoparna (SCl 160) syftar på två galaxhopar.
Området omfattar galaxhoparna Abell 2147, Abell 2151 (Herkuleshopen), och Abell 2152. Ett extremt långt galaxfilament har hittats som sammanbinder denna grupp av hopar med Abell 2197 och Abell A2199.
Hercules-superhoparna är belägna nära Coma-superhopen, och tillsammans utgör de Stora muren.

### Fotnoter
1. ↑  ”The Hercules Superclusters”. Atlasoftheuniverse.com. http://www.atlasoftheuniverse.com/superc/her.html. Läst 19 november 2011.
2. ↑  ”Program 48: Hercules Supercluster”. Tdc-www.harvard.edu. http://tdc-www.harvard.edu/instruments/fast/progs/48/. Läst 19 november 2011.
3. ↑  ”Clusters and Superclusters of Galaxies”. Ned.ipac.caltech.edu. http://ned.ipac.caltech.edu/level5/Sept01/Bahcall2/Bahcall9_2.html. Läst 19 november 2011.